# Leichtathletik-Europameisterschaften 1969/Diskuswurf der Frauen

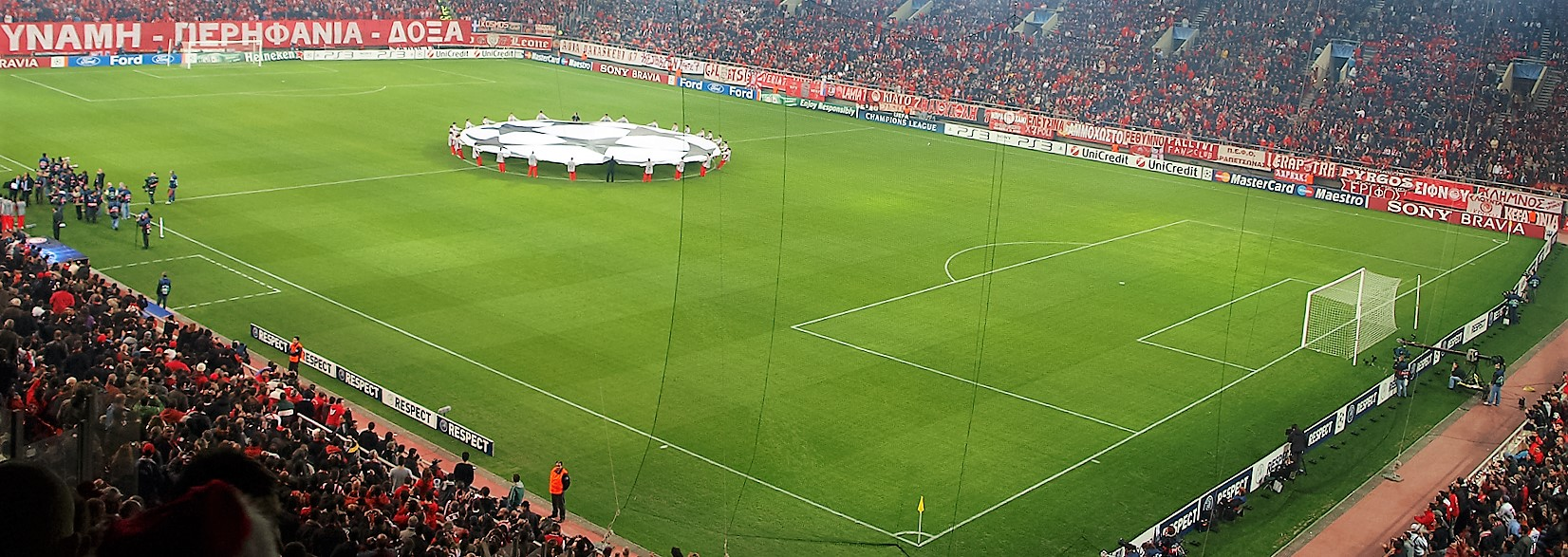
Das Karaiskakis-Stadion im Jahr 2009

Der Diskuswurf der Frauen bei den Leichtathletik-Europameisterschaften 1969 wurde am 19. September 1969 im Athener Karaiskakis-Stadion ausgetragen.
In dieser Disziplin gab es einen Doppelsieg für die Athletinnen aus der Sowjetunion. Europameisterin wurde Tamara Danilowa. Sie siegte mit vier Zentimetern Vorsprung vor Ljudmila Murawjowa. Die DDR-Athletin Karin Illgen gewann Bronze.

## Rekorde

### Bestehende Rekorde
| Weltrekord   | 62,70 m | Liesel Westermann   | Berlin, BR Deutschland (heute Deutschland) | 18. Juni 1969     |
| Europarekord | 62,70 m | Liesel Westermann   | Berlin, BR Deutschland (heute Deutschland) | 18. Juni 1969     |
| EM-Rekord    | 57,76 m | Christine Spielberg | EM Budapest, Ungarn                        | 1. September 1966 |

### Rekordverbesserung
Die sowjetische Europameisterin Tamara Danilowa verbesserte den bestehenden Meisterschaftsrekord im Wettkampf am 19. September um 1,48 m auf 59,24 m. Zum Welt- und Europarekord fehlten ihr damit 3,46 m.

## Durchführung
Dieser Wettbewerb war mit nur neun Athletinnen sehr dünn besetzt. Bei einer so geringen Zahl von Teilnehmerinnen entfiel die Qualifikation, alle Werferinnen traten gemeinsam zum Finale an.

## Finale

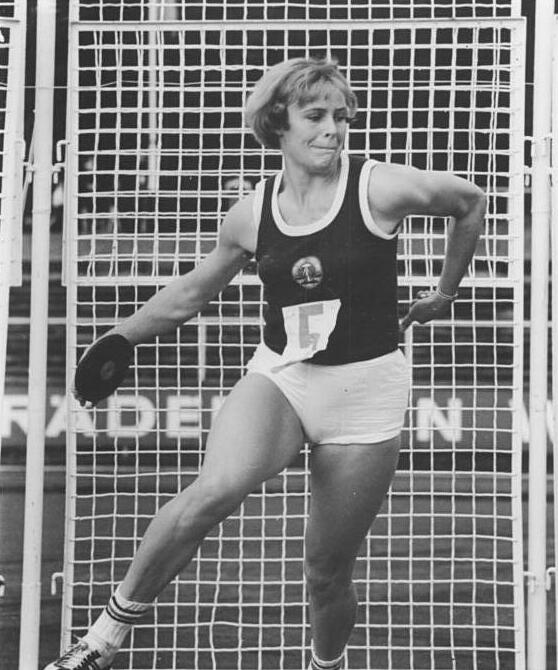
Bronzemedaillengewinnerin Karin Illgen
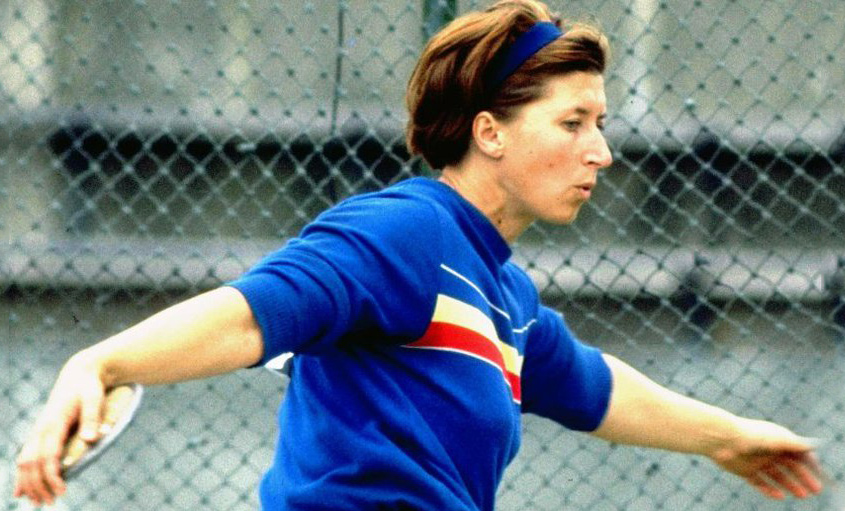
Die Olympiasiegerin von 1968 Lia Manoliu erreichte Platz vier – ihre von vielen Erfolgen begleitete Karriere hatte schon mit dem Rang sechs bei den Olympischen Spielen 1952 international begonnen
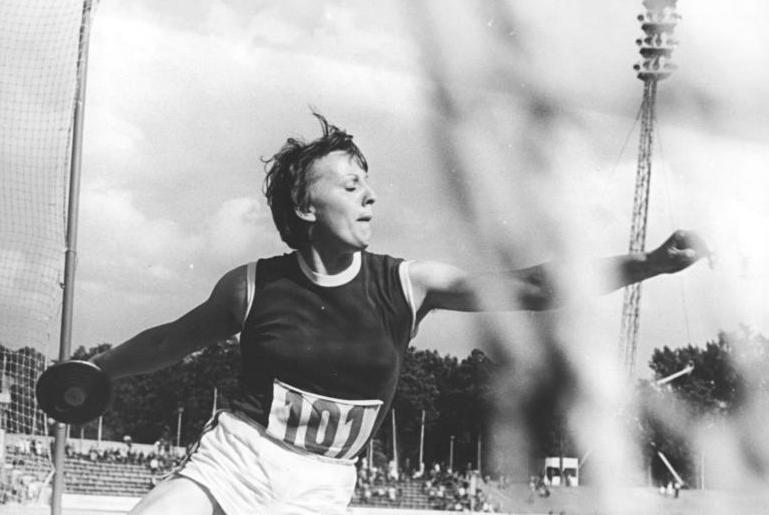
Gabriele Hinzmann kam auf den siebten Platz – zwei dritte Ränge gab es für sie später bei den Europameisterschaften 1974 und den Olympischen Spielen 1976

19. September 1969, 19.00 Uhr
| Platz | Name               | Nation         | Weite (m) |
| ----- | ------------------ | -------------- | --------- |
| 1     | Tamara Danilowa    | Sowjetunion    | 59,28 CR  |
| 2     | Ljudmila Murawjowa | Sowjetunion    | 59,24     |
| 3     | Karin Illgen       | DDR            | 58,66     |
| 4     | Lia Manoliu        | Rumänien       | 57,38     |
| 5     | Antonina Popowa    | Sowjetunion    | 56,66     |
| 6     | Olimpia Cataramă   | Rumänien       | 56,62     |
| 7     | Gabriele Hinzmann  | DDR            | 52,32     |
| 8     | Judit Stugner      | Ungarn         | 52,00     |
| 9     | Rosemary Payne     | Großbritannien | 50,30     |

## Video
- European Athletics Finals (1969), Bereich: 3:22 min bis 3:31 min, youtube.com, abgerufen am 24. Juli 2022